# Il ventre di Parigi
Il ventre di Parigi è un romanzo di Émile Zola scritto nel 1873, il terzo del Ciclo dei Rougon-Macquart. Venne inizialmente pubblicato come romanzo d'appendice dal 12 gennaio al 17 marzo, pubblicato in libro a maggio raggiunse tre edizioni nel corso di un anno.
Lo sfondo storico del romanzo è rappresentato dalla Francia del Secondo Impero di Napoleone III; divenuto inizialmente, nel 1848, Presidente della repubblica, egli aveva attuato, nel 1851, un colpo di Stato tramite il quale aveva imposto la durata decennale del proprio mandato; aveva quindi fatto approvare con un plebiscito la trasformazione della repubblica in Impero, e il 2 dicembre 1852 aveva assunto il titolo di Imperatore dei Francesi.

## Trama
Il protagonista del Ventre di Parigi, Florent, è un giovane a suo tempo individuato come un oppositore del governo di Napoleone III e per questo motivo deportato nella Caienna presso il penitenziario dell'Isola del Diavolo. Sette anni dopo, Florent, evaso dal carcere, torna a Parigi e ritrova il fratellastro Quenu, che egli aveva allevato rinunciando agli studi. Quenu si è nel frattempo creato una buona posizione economica: ha una bottega di salumaio nella zona delle Halles, il grande mercato alimentare parigino, e una moglie, Lisa Macquart (figlia di Antoine), bella e invidiata. Florent si trova impigliato tra la meschinità e gli intrighi che caratterizzano l'ambiente dei piccoli negozianti. Nel suo ingenuo fervore, pensa di poter portare avanti i suoi ideali repubblicani, organizzando un complotto contro il governo. Sarà la cognata Lisa a denunciarlo, provocandone l'arresto e la deportazione.
Fra i personaggi del romanzo si annovera anche il pittore Claude Lantier, figlio della sorella di Lisa Macquart (Gervaise Macquart, protagonista de L'Assommoir), che sarà il protagonista del romanzo L'Opera quattordicesimo romanzo del ciclo de I Rougon-Macquart.

## Personaggi
- Florent - Rivoluzionario di idee radicali e giacobine
- Quenu - Fratello Florent (salumiere)
- Lisa Gradelle - Moglie Quenu (salumiera)
- Pauline - Figlia Quenu e Lisa
- Zio Gradelle - Zio di Florent e Quenu
- Mme Francois - Ortolana
- Lacaillepfgzusutzv - Venditore ambulante
- Mme Lecoeur - Anziana fruttivendola, civetta
- Gavard - Cognato della Lecoeur (pollivendolo)
- Sarriette - Nipote Lecoeur, civetta (venditrice burro)
- Jules - Compagno della Sarriette
- Mlle Saget - vecchia civetta
- Claude Lantier - Nipote Lisa Gradelle, figlio di Gervaise (L'assommoir)
- Alexandre - Tappezziere amico di Claude Lantier
- Cadine e Marjoulin - Trovatelli del mercato
- Mamma Chantemesse - madre adottiva Cadine e Marjoulin
- Lebigre - Vinaio
- Rosa - Cameriera Lebigre
- Louise Mehudin - Pescivendola detta La Normanna
- Muche Mehudin - Figlio di Louise Mehudin
- Claire Mehudin - Sorella Louise (vivaista)
- Saccard - Cugino Lisa Gradelle
- Leon - Apprendista salumeria Quenu_Gradelle
- Auguste Landois - Garzone
- Augustine - Ragazza Auguste Landois
- M Jules - Amante Sarriette
- M Verlaque - Ispettore mercato del pesce
- Mme Tamboreau - Fornaia
- Logre - Banditore mercato, detto il gobbo
- Robine - Frequentatore stanzino della vineria
- Manoury - Agente responsabile del mercato
- Charvet - Docente
- Clemence - Convivente Charvet
- Mamma Palette - Pollaiola
- Roustan - Abate
- Mme Leonce - Portinaia Gavard

## Edizioni italiane
- trad. di G. C. Carbone, Treves, Milano 1880; Bietti, Milano 1932
- trad. di Policarpo Petrocchi, G. Pavia e C., Milano 1880; S. A. Elit, Milano 1934
- trad. di Eugenio Tofano, Bideri, Napoli 1906
- trad. di Aldo D'Amato, prefazione di Rino Dal Sasso, Editori Riuniti, Roma 1958
- trad. di Maria Teresa Nessi, introduzione di Lanfranco Binni, Garzanti (Grandi libri n. 133), Milano 1975 ISBN 88-11-36133-8 ISBN 978-88-11-36133-6
- trad. di Giorgio Longo, introduzione di Alain Pages, BUR, Milano 1994 ISBN 88-17-16936-6 ISBN 978-88-17-16936-3
- trad. di Luisa Collodi, introduzione di Lanfranco Binni, Newton Compton, Roma 1997 ISBN 88-8183-629-7